# Koprzywnica (stacja kolejowa)
Koprzywnica – dawna wąskotorowa stacja kolejowa w Koprzywnicy, w gminie Koprzywnica, w powiecie sandomierskim, w województwie świętokrzyskim, w Polsce.
Stację otwarto w 1945, zamknięto w 1992, a zlikwidowano w 1993.